# 拉卢瓦
拉卢瓦（法語：La Loye，法語發音：[la lwa]）是法国汝拉省的一个市镇，属于多勒区。

## 地理
拉卢瓦（47°1'37"N, 5°33'22"E）面积19.56 平方千米，位于法国勃艮第-弗朗什-孔泰大區汝拉省，该省份为法国东部内陆省份，北起上索恩省，西北接科多尔省，西临索恩-卢瓦尔省，南至安省，东与杜省和瑞士接壤。
与拉卢瓦接壤的市镇（或旧市镇、城区）包括：法勒唐、欧日朗、多勒、讷维莱多勒、帕尔塞、苏旺。

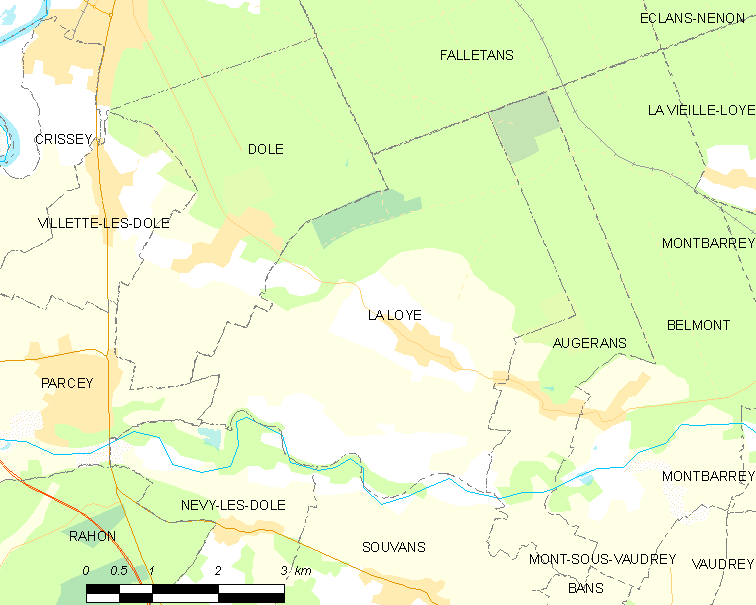
拉卢瓦的OSM定位图

拉卢瓦的时区为UTC+01:00、UTC+02:00（夏令时）。

## 行政
拉卢瓦的邮政编码为39380，INSEE市镇编码为39305。

## 政治
拉卢瓦所属的省级选区为蒙苏沃德雷县。

## 人口

1962-2008年间拉卢瓦人口变化图示

拉卢瓦于2022年1月1日时的人口数量为537人。